# Ole Espersen
Ole Mogens Espersen (* 20. Dezember 1934 in Nylars, Dänemark; † 4. Dezember 2020) war ein dänischer Politiker (Sozialdemokratische Partei Dänemarks) und Minister. Espersen war von 1981 bis 1982 Justizminister im Kabinett von Anker Jørgensen. Der Jurist führt die Titel Professor und Dr. jur.
1991 bis 1994 gehörte er der parlamentarischen Versammlung des Europarates an.